# Lejeunea longilobula
Lejeunea longilobula là một loài Rêu trong họ Lejeuneaceae. Loài này được Pócs mô tả khoa học đầu tiên năm 1891.